# Relaciones España-República Democrática del Congo
Las Relaciones entre la República Democrática del Congo y España son las relaciones diplomáticas entre estos dos países. La República Democrática del Congo (antiguo Zaire) tiene una embajada en Madrid. España tiene una embajada en Kinshasa.

## Relaciones diplomáticas
Las relaciones entre España y la RDC han sido tradicionalmente buenas y en los últimos años se está profundizando en varias áreas nuevas, en consonancia con el avance en la estabilización y pacificación de la R.D. del Congo y el aumento en la presencia de nuestras empresas en el continente africano.

## Relaciones económicas
El 9 de noviembre de 2011 se firmaron sendos acuerdos bilaterales de renegociación (paso previo para posterior condonación) de deuda con ICO y CESCE, consecuencia del acuerdo alcanzado en febrero de 2010 en el Club de París. El stock de deuda refinanciada asciende a $14,72 millones, de los que $ 7,57 millones corresponden a créditos FAD del ICO y $7,15 a CESCE.
A finales del 2.014 se iniciaron los trámites para la transformación de esta deuda en proyectos de cooperación. La presencia de empresas españolas en RDC ha ido aumentando como consecuencia de la expansión de las exportaciones españolas y de la búsqueda de nuevas oportunidades. Con la excepción de Elecnor, el resto de empresas españolas en RDC son aún pequeñas o medianas, pero se están situando muy bien al participar en concursos internacionales y en algunos casos meramente nacionales (Dotación del aeropuerto de Kisangani o fabricación de moneda para el Banco Nacional de la RDC). Es preciso señalar que el montante de los contratos conseguidos en concursos en la RDC se aproximaba en el año 2014 a los doscientos millones de euros, destacando los contratos obtenidos por ELECNOR y por AEE, ambos en el sector de la renovación de infraestructuras eléctricas.
Con respecto a las importaciones y exportaciones, los datos actuales indican un claro aumento en las exportaciones que han pasado de 20 millones en los años 2011 y 12 a 32 en el 2013 y a 29 en los tres primeros trimestres del 2.014, por lo que es prácticamente seguro que se superará la cifra del año anterior.
No sucede lo mismo con las importaciones que son más irregulares, ya que dependen de las compras de crudo, así mientras que en el 2013 alcanzaron la cantidad de 118 millones, en los tres primeros trimestres del 2.014 bajaron a tan sólo 16 millones de euros. Los principales productos importados son combustibles, aceites minerales y de cobre; el resto de las importaciones españolas de RDC se mantienen en productos como la madera, el cacao, las semillas oleaginosas, etc.
Las exportaciones españolas han sufrido cierta modificación no sólo en cuantía sino en su contenido. En efecto, de exportar combustibles y lubricantes estamos exportando manufacturas del hierro y del acero como primera partida y preparaciones alimenticias diversas en segundo lugar. Solo en tercer lugar se exportan combustibles. Aparatos y material eléctrico ocupan el cuarto lugar seguido por perfumería, conservas de carne o pescado, productos cerámicos, etc.
No constan cifras ni informaciones de interés en lo relativo al comercio de servicios. El turismo con otros países de la región tanto desde el punto de vista de origen como de destino no es significativo al tratarse de una actividad de carácter marginal.

## Cooperación

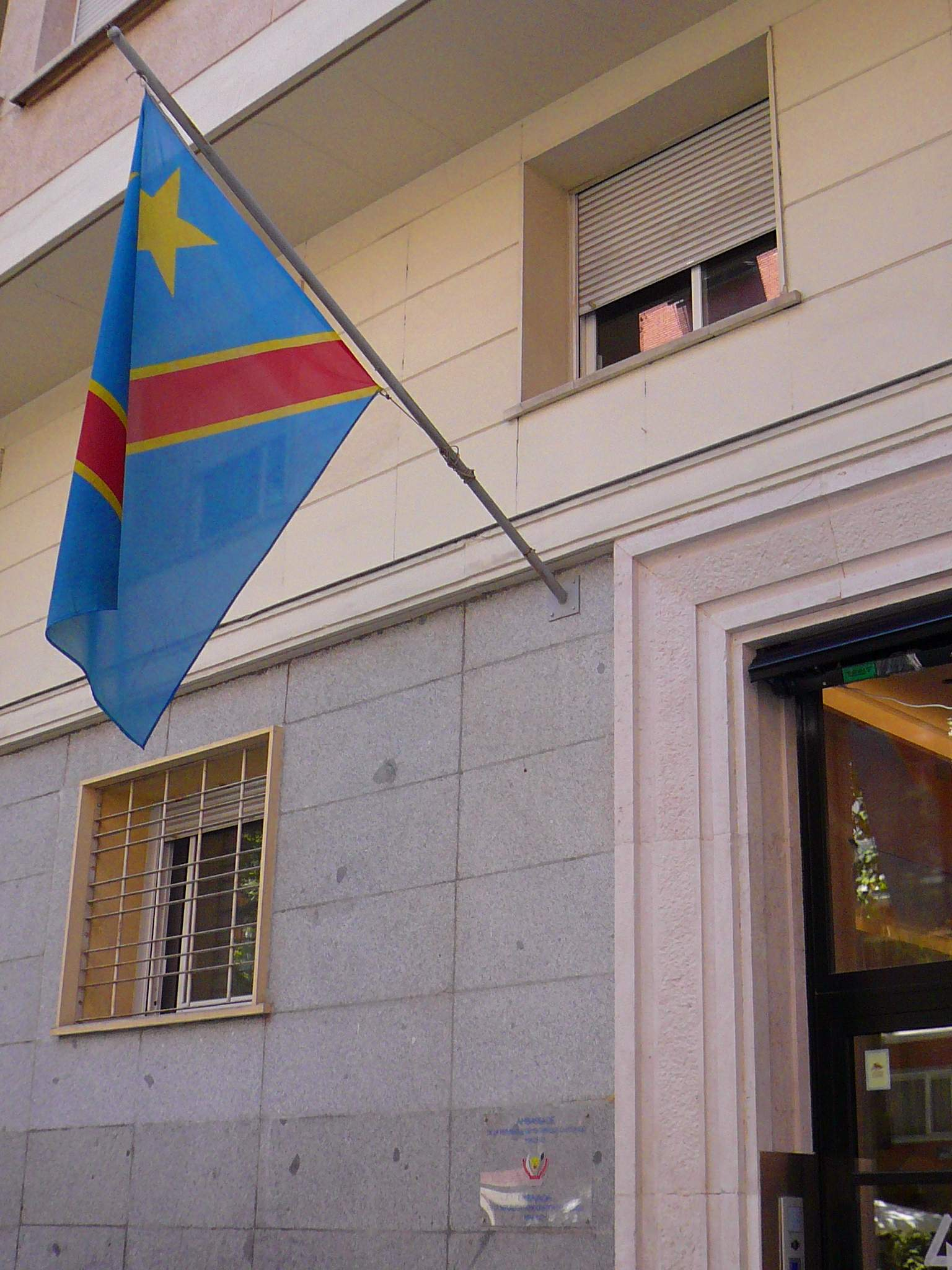
Embajada de la RD del Congo en Madrid

La RDC ocupa la penúltima plaza del Índice de Desarrollo Humano. Estado frágil, con elevados indicadores de pobreza que afectan a todo el país y una situación de guerra en buena parte de las provincias del Este. La Cooperación Española, presente desde inicios de la década de 2000 y con Oficina Técnica de Cooperación abierta en 2010, inicia en 2012 un proceso de salida debido a la redefinición de la presencia exterior de la Cooperación Española, y se cancela en abril de 2013, consecuencia del nuevo Plan Director de Cooperación, en el que la RDC pierde su condición de país prioritario.
Hasta 2012 el volumen de AOD con RDC situaba a España entre los 10 primeros donantes. No obstante, España sigue manteniendo una presencia importante en el ámbito humanitario, sector al que la AECID destina cerca de 5 millones de euros (4.940.110) a través de la contribución al Fondo Común Humanitario, a las acciones de coordinación humanitarias realizadas por OCHA y a diversos proyectos de atención a víctimas de los conflictos armados y epidemias ejecutados por UNICEF, Médicos sin Fronteras y Caritas.
La Cooperación descentralizada ha seguido una evolución parcialmente similar a la de AECID reduciendo el volumen de recursos financieros. Mantienen cierta presencia la Comunidad Autónoma de Andalucía (educación) y de País Vasco y Navarra (salud y educación). No sucede lo mismo en el campo de la Cooperación Cultural, donde a lo largo del año 2014 y pese a contar con reducido presupuesto se han podido realizar un total de cuarenta actividades culturales, entre las que destacan las dedicadas a la Premio Príncipe de Asturias de la Concordia, Caddy Adzuba, a la fotógrafa Isabel Muñoz, las Jornadas sobre Música o teatro español y un largo etcétera.